# 1. FC Schweinfurt 05
Maillots
Actualités
Le 1. FC Schweinfurt 05 (1. Fussball-Club Schweinfurt 1905 - Verein für Leibesübungen  e.V.) est un club allemand de football basé à Schweinfurt.

## Historique
- 5 mai 1905: Fondation du club
- 1933, 2017, 2018: Vainqueur Coupe de Bavière
- 1936: Demi-finales Coupe d'Allemagne
- 1939, 1942: Vainqueur Gauliga Bavière
- 1966: Championnat d'Allemagne du Sud
- 2021, 2025: Championnat Regionalliga Bavière

## Joueurs célèbres
- Albin Kitzinger
- Andreas Kupfer
- Günter Bernard
- Lothar Emmerich